# 블랙 (텔레비전 프로그램)
《블랙》(Black)는 대한민국의 채널A에 방송하는 예능 프로그램이며, 범죄 스릴러 다큐멘터리이다.

## 방송 일정
| 방송 채널 | 시즌제 | 방송 기간                         | 방송 시간                    | 비고 |
| --------- | ------ | --------------------------------- | ---------------------------- | ---- |
| 채널A     | 1      | 2022년 2월 23일 ~ 2022년 3월 23일 | 매주 수요일 밤 11:00 ~ 12:50 |      |
| 채널A     | 1      | 2022년 4월 1일 ~ 2022년 6월 17일  | 매주 금요일 밤 11:00 ~ 12:50 |      |
| 채널A     | 2      | 2023년 3월 25일 ~ 2023년 6월 10일 | 매주 토요일 밤 10:40 ~ 12:30 |      |

## 방송 시리즈
| 시즌 | 출연진 및 패널                               | 프로그램명          | 방송 횟수 | 비고 |
| ---- | -------------------------------------------- | ------------------- | --------- | ---- |
| 1기  | 장진, 권일용, 최귀화                         | 블랙: 악마를 보았다 | 16부작    |      |
| 2기  | 장진, 최영준, 양익준, 김지훈, 장유정, 오대환 | 블랙2: 영혼파괴자들 | ―         |      |

## 에피소드 목록

### 시즌1
2022년

| 회차 | 방송일   | 제목                                | 게스트                                     | 비고 |
| ---- | -------- | ----------------------------------- | ------------------------------------------ | ---- |
| 1회  | 2월 23일 | 황금장 여관 모녀 살인사건 성낙주    | 소유진 ( 배우 소유진 )                     |      |
| 2회  | 3월 2일  | 전남편 잔혹 살해범 고유정           | 소유진 ( 배우 소유진 )                     |      |
| 3회  | 3월 16일 | 비겁한 연쇄 살인마 유영철           | 한승연 ( 카라 한승연 )                     |      |
| 4회  | 3월 23일 | 죽음 연출 살인마 이동식             | 최윤영 ( 배우 최윤영 )                     |      |
| 5회  | 4월 1일  | 영혼파괴자 이중구                   | 신소율 ( 배우 신소율 )                     |      |
| 6회  | 4월 8일  | 쾌락 연쇄 살인마 강호순             | 별 ( 가수 별 )                             |      |
| 7회  | 4월 15일 | 희대의 악녀 엽기 살인마 엄인숙      | 정해인 ( 배우 정해인 )                     |      |
| 8회  | 4월 22일 | 전 여자 친구 부모 살해범 장재진     | 김소은 ( 배우 김소은 )                     |      |
| 9회  | 4월 29일 | 여고 동창 일가족 살해범 이 씨       | 혜림 ( 원더걸스 혜림 (본명 우혜림) )       |      |
| 10회 | 5월 6일  | 연쇄 살인 조직 지존파 사건          | 지연 ( 티아라 지연 (본명 박지연) )         |      |
| 11회 | 5월 13일 | 디지털 성 착취범 박사방 조주빈      | 미연 ( 걸 그룹 아이들 미연 (본명 조미연) ) |      |
| 12회 | 5월 20일 | 안양 초등생 납치 살해범 정성현      | 고우리 ( 레인보우 前 (전) 고나은 )         |      |
| 13회 | 5월 27일 | 서울 서남부 연쇄 살인마 정남규      | 소유 ( 前 (전) 씨스타 소유 (본명 강지현) ) |      |
| 14회 | 6월 3일  | 노원 세 모녀 살해범 김태현          | 허영지 ( 카라 허영지 )                     |      |
| 15회 | 6월 10일 | 김해 여고생 살해 집단 가출팸        | 김슬기 ( 배우 김슬기 )                     |      |
| 16회 | 6월 17일 | 두 얼굴의 살해범 어금니 아빠 이영학 | 김정화 ( 배우 김정화 )                     |      |

### 시즌2
2023년
| 회차 | 방송일   | 제목                                  | 게스트 | 비고 |
| ---- | -------- | ------------------------------------- | ------ | ---- |
| 1회  | 3월 25일 | 인간 사육장! 인천 Y교회 충격적인 비밀 |        |      |
| 2회  | 4월 1일  | 웹하드 업체자 양진호                  |        |      |
| 3회  | 4월 8일  | 단군 이래 다단계 사기꾼 주수도        |        |      |
| 4회  | 4월 15일 | 거제시 기절놀이 집단 폭행 사건        |        |      |
| 5회  | 4월 22일 | 신흥 종교 단체인 돌나라한농복구회     |        |      |
| 6회  | 4월 29일 | 마약 공급이자 강도 살인 용의자 박왕열 |        |      |
| 7회  | 5월 6일  | 인플루언서 사기 범죄                  |        |      |
| 8회  | 5월 13일 | 자녀 아동학대 죽어가는 사람들         |        |      |
| 9회  | 5월 20일 | 보이스피싱                            |        |      |
| 10회 | 5월 27일 | 고액 알바                             |        |      |
| 11회 | 6월 3일  | 가스 라이팅                           |        |      |
| 12회 | 6월 10일 | 스토킹                                |        |      |

## 참고 사항
- 실제 사건을 바탕으로 경찰 진술과 판결문 내용을 다루었기에 재구성된 드라마로 창작된다.

## 같이 보기
- 범죄
- 사건
- 듣고 보니 그럴싸 (JTBC)
- 용감한 형사들 (이채널)
- 국가수사본부 (wavve 오리지널)
- 나는 신이다: 신이 배신한 사람들 (넷플릭스 오리지널)
- 현장기록 형사 (MBC)